# Florin Liviu Pop
Florin Pop (n. 3 septembrie 1990, Oradea, Bihor) este un fotbalist român. În prezent este sub contract cu clubul FC Bihor. De obicei el joacă pe post de atacant sau extremă stânga.
A început fotbalul la vârsta de 9 ani, la clubul Kinder Junior, primul antrenor fiindu-i profesor Dragoș Nicolae. În perioada 1999-2003 a fost împrumutat la echipa de juniori a clubului Romtrans Oradea și formația de seniori Tricolorul Alparea. Din 2007 se află la FC Bihor, unde a evoluat mai întâi la juniori și echipa a doua de seniori a “roș-albaștrilor”, în liga a III-a. La juniorii lui FC Bihor a cunoscut gustul succesului cu formația pregătită de Vasile Silaghi, când a câștigat titlul național. A debutat la prima echipă a clubului fanion din județul Bihor la Arad, în turul ediției de campionat 2009-2010, într-un joc cu UTA, încheiat cu scorul de 0-0. Pe atunci avea 19 ani și antrenor îi era Ioan Petcu.

## Echipe de club
| Club     | Sezon     | Meciuri | Goluri |
| -------- | --------- | ------- | ------ |
| FC Bihor | 2009-2010 |         | 3      |
| FC Bihor | 2010-2011 | 18      | 4      |
| FC Bihor | 2011-2012 |         |        |